# Mirosław Rozmus

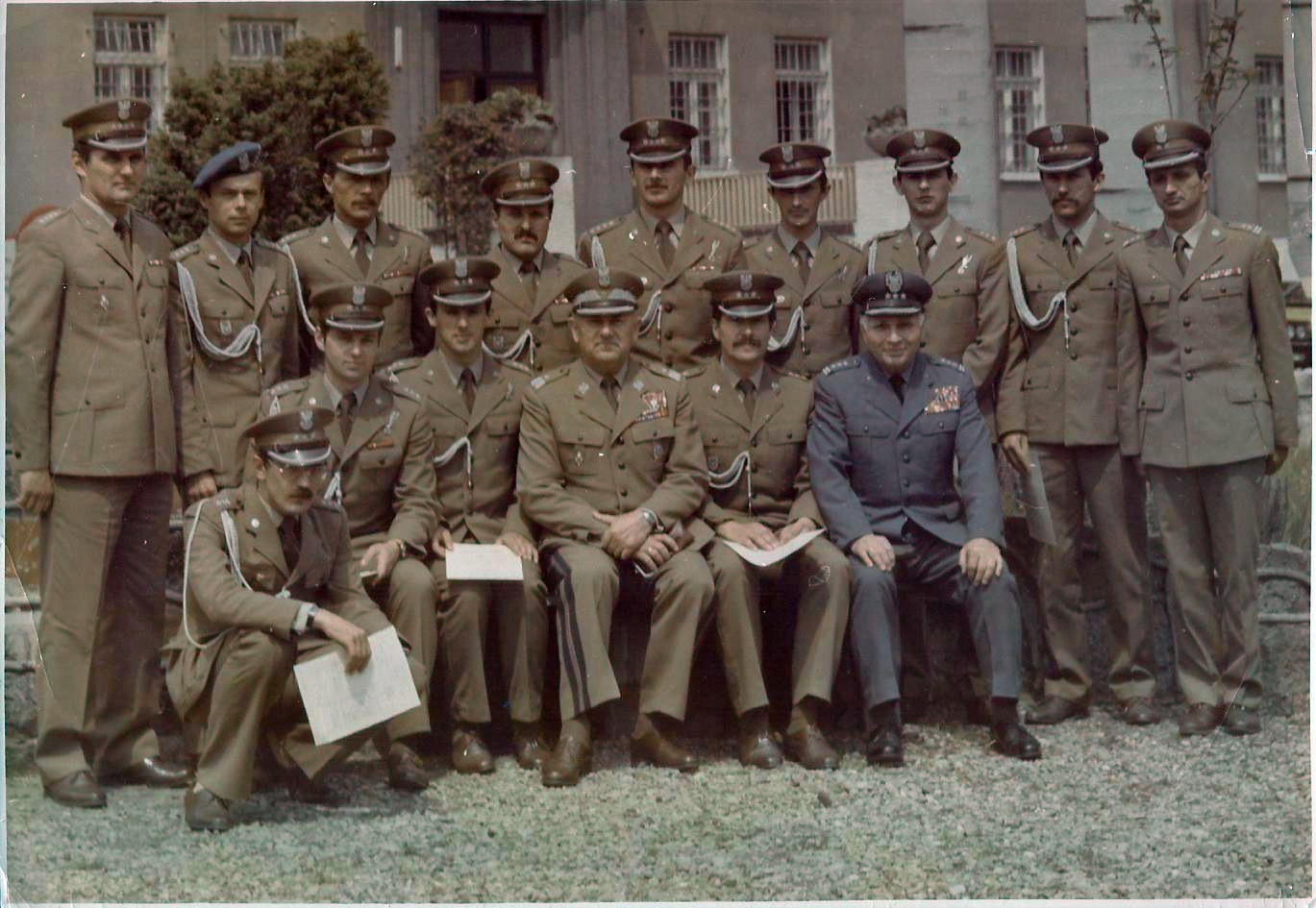
Por. Mirosław Rozmus w grupie słuchaczy CDO (stoi trzeci z lewej).

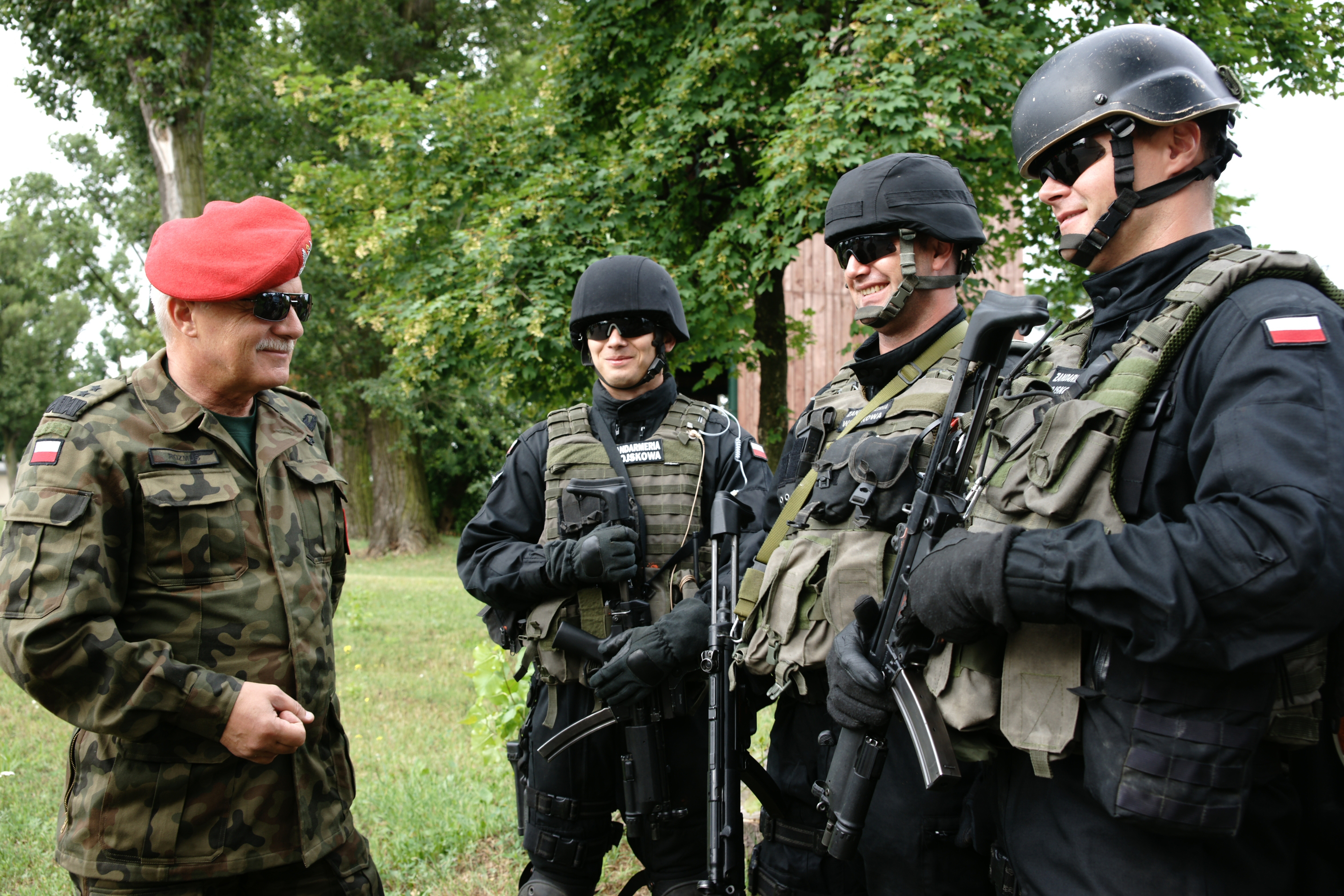
Komendant Główny ŻW z żandarmami

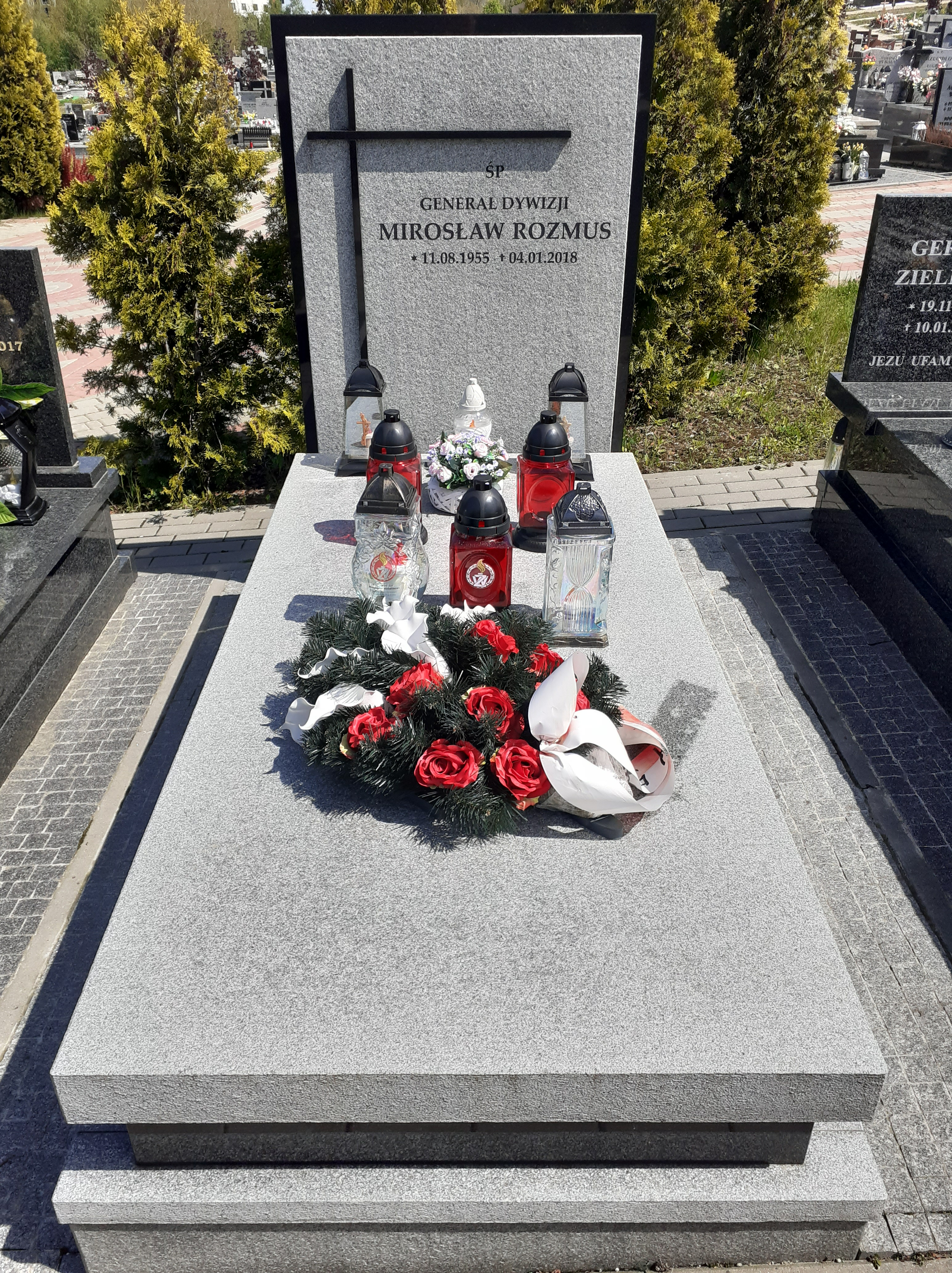
Nagrobek Mirosława Rozmusa

Mirosław Zdzisław Rozmus (ur. 11 sierpnia 1955 we Wrocławiu, zm. 4 stycznia 2018 w Rzeszowie) – generał dywizji Wojska Polskiego, komendant główny Żandarmerii Wojskowej w latach 2010–2015.

## Życiorys
Mirosław Zdzisław Rozmus urodził się 11 sierpnia 1955 we Wrocławiu. Jego rodzicami byli Jan i Czesława. W latach 1975–1979 był podchorążym Wyższej Szkoły Oficerskiej Wojsk Zmechanizowanych im. Tadeusza Kościuszki we Wrocławiu. Po ukończeniu szkoły dowodził plutonem i kompanią rozpoznawczą w 27 Sudeckim pułku czołgów średnich im. Niemieckich Bojowników Antyfaszystowskich w Gubinie.
W 1984 ukończył Wyższy Kurs Doskonalenia Oficerów (kierunek rozpoznanie ogólnowojskowe) w Centrum Doskonalenia Oficerów im. gen Stanisława Popławskiego w Rembertowie. Po ukończeniu kursu został wyznaczony na stanowisko szefa rozpoznania 23 pułku czołgów średnich w Słubicach.
W latach 1989–1991 był słuchaczem Akademii Wojskowej w Brnie. W 1991, po ukończeniu akademii, wyznaczony został na stanowisko starszego oficera operacyjnego w sztabie odtwarzanej wówczas 9 Dywizji Zmechanizowanej w Rzeszowie. W 1992 przeniesiony został do 30 pułku zmechanizowanego na stanowisko szefa sztabu. W 1993 został dowódcą 5 batalionu strzelców podhalańskich im. gen. bryg. Andrzeja Galicy. W latach 1993–1994 był słuchaczem Górskiej i Zimowej Szkoły Walki w Mittenwaldzie. W 1996 roku ukończył Kurs Przygotowania Operacyjnego Oficerów Wojsk Lądowych w Akademii Obrony Narodowej w Rembertowie.
W latach 1996–1999 pełnił służbę na stanowisku szefa sztabu-zastępcy dowódcy 21 Brygady Strzelców Podhalańskich w Rzeszowie, a w latach 1998–1999 pełnił obowiązki dowódcy tej Brygady. W latach 1999–2000 był słuchaczem Podyplomowych Studiów Operacyjno-Strategicznych w Akademii Obrony Narodowej w Rembertowie. W 2000 wyznaczony został na stanowisko zastępcy dowódcy 21 BSPodh, a w 2002 roku objął jej dowództwo.
W okresie od lipca 2005 roku do lutego 2006 dowodził 1 Brygadową Grupą Bojową Wielonarodowej Dywizji Centrum-Południe (V zmiana PKW Irak).
W latach 2001–2005 był słuchaczem Zaocznych Studiów Doktoranckich na Wydziale Strategiczno-Obronnym w Akademii Obrony Narodowej w Warszawie. W 2007 uzyskał stopień naukowy doktora w specjalności – bezpieczeństwo i prawo międzynarodowe. W 2006 został wyznaczony na stanowisko zastępcy dowódcy 11 Lubuskiej Dywizji Kawalerii Pancernej im. Króla Jana III Sobieskiego w Żaganiu.
17 grudnia 2010 wyznaczony został na stanowisko komendanta głównego Żandarmerii Wojskowej. Funkcję tę pełnił do 11 czerwca 2015. Był honorowym członkiem Stowarzyszenia Rannych i Poszkodowanych w Misjach Poza Granicami Kraju.
30 czerwca 2015 zakończył czynną służbę wojskową.
Od 2016 roku był pracownikiem naukowo-dydaktycznym Uniwersytetu Wrocławskiego w Instytucie Studiów Międzynarodowych (Zakład Studiów nad Bezpieczeństwem).
Został pochowany 9 stycznia 2018 na rzeszowskim cmentarzu Wilkowyja.

## Awanse
- generał brygady – 15 sierpnia 2004[9]
- generał dywizji – 9 sierpnia 2011[10]

## Ordery i odznaczenia
- Krzyż Kawalerski Orderu Odrodzenia Polski – 2015[11][6]
- Krzyż Zasługi za Dzielność – 1997[12]
- Złoty Krzyż Zasługi – 2005[13]
- Srebrny Krzyż Zasługi – 1997[14]
- Wojskowy Krzyż Zasługi – 2014[15]
- Złoty Medal za Długoletnią Służbę
- Gwiazda Iraku
- Złoty Medal „Siły Zbrojne w Służbie Ojczyzny”
- Srebrny Medal „Siły Zbrojne w Służbie Ojczyzny”
- Brązowy Medal „Siły Zbrojne w Służbie Ojczyzny”
- Złoty Medal „Za zasługi dla obronności kraju”
- Srebrny Medal „Za zasługi dla obronności kraju”
- Brązowy Medal „Za zasługi dla obronności kraju”
- Odznaka Skoczka Spadochronowego Wojsk Powietrznodesantowych
- Odznaka Honorowa Żandarmerii Wojskowej – 2015[5]
- Odznaka tytułu honorowego „Zasłużony Żołnierz RP” I Stopnia (Złota) – 2015[6]
- Medal Honorowy za zasługi dla Żandarmerii Wojskowej – 2012
- Odznaka Pamiątkowa 11 LDKPanc
- Odznaka Pamiątkowa Komendy Głównej ŻW – 2010, ex officio
- Odznaka Pamiątkowa Centrum Szkolenia ŻW – 2011[16]
- Odznaka absolwenta AON
- Odznaka Honorowa Klubu Kawalerów Orderu Wojennego Virtuti Militari
- wpis do Księgi Honorowej Wojska Polskiego – 2014[17]
- Medal „Pro Memoria”
- Srebrna Odznaka „Zasłużony dla Ochrony Przeciwpożarowej” – 2005[18]
- Złoty Medal za Zasługi dla Policji – 2015[5]
- Złoty Medal Opiekuna Miejsc Pamięci Narodowej – 2015[5]
- Medal Pamiątkowy Wielonarodowej Dywizji Centrum-Południe w Iraku
- Medal XV-lecia Związku Polskich Spadochroniarzy w Berlinie
- Odznaka honorowa „Zasłużony dla Powiatu Zgorzeleckiego” – 2010[19]
- Odznaka absolwenta Akademii Wojskowej w Brnie – CSRF, 1991
- Medal za Chwalebną Służbę – Stany Zjednoczone, 2006
- Medal Pamiątkowy Ministra Obrony Republiki Słowackiej II Stopnia – Słowacja
- Odznaka „Za wierną służbę pod sztandarami” – Bułgaria
- Odznaka szkolenia wysokogórskiego Strzelców Alpejskich (Brevet d'alpinisme Militaire) – Francja

## Wybrane publikacje
- Ewolucja Żandarmerii, Przegląd Żandarmerii Wojskowej Nr 2 (13), Wojskowy Instytut Wydawniczy, Warszawa czerwiec 2011.
- Wielonarodowy Batalion Policji Wojskowej NATO, Wydział Wydawnictw i Poligrafii Centrum Szkolenia Policji, Legionowo 2013,ISBN 978-83-62455-41-6.